# غطاء القنينة
غطاء القنينة هو سدادة للفتحة العلوية للقنينة. أحياناً يكون الغطاء مزيناً بألوان زاهية بشعار العلامة التجارية للمحتويات. تستخدم الأغطية اللدنة للقناني اللدنة، في حين يستخدم المعدن مع دعامة لدائنية للزجاجية؛ عادةً ما تُصنع الأغطية اللدنة من متعدد الإيثيلين والبولي بروبيلين، بينما تكون الأغطية المعدنية عادةً إما من الفولاذ أو الألومنيوم.